# Bombarde (marine)
Pour les articles homonymes, voir Bombarde.

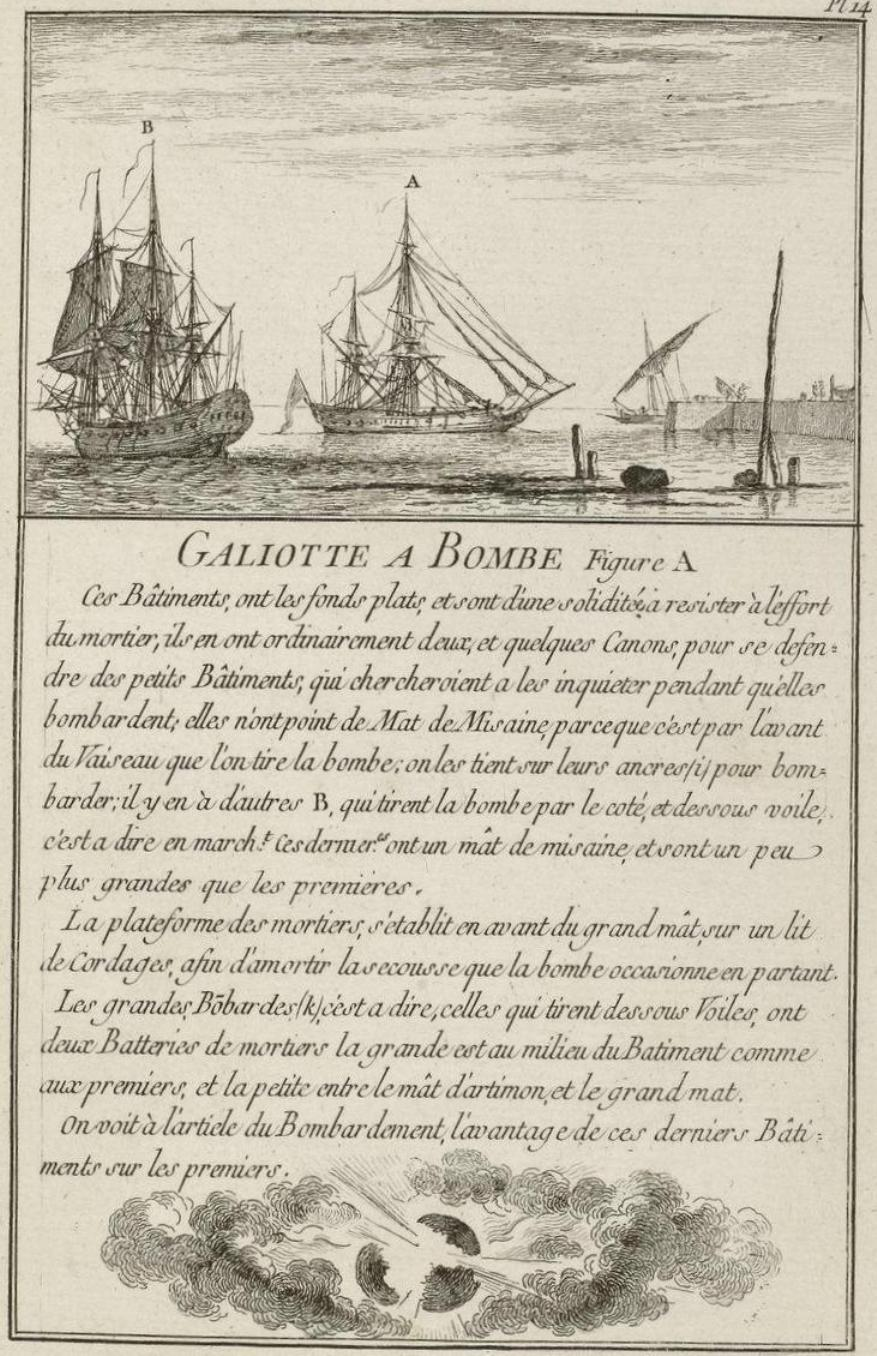
Représentation d'une galiote à bombes avec description du bâtiment vers 1764.

Dans le vocabulaire maritime, une bombarde est un bâtiment à fond plat spécialement destiné à porter des mortiers et à lancer des bombes.
Une autre appellation, plus ancienne, est celle de galiote à bombes.
En dehors du domaine militaire, ce type de navire à la coque renforcée a montré son efficacité en milieu polaire, où la pression de la glace est importante. Ainsi, en 1770, les bombardes HMS Racehorse et HMS Carcass participent à une expédition vers le pôle nord ; expédition qui comptait, parmi ses marins, le jeune Horatio Nelson.

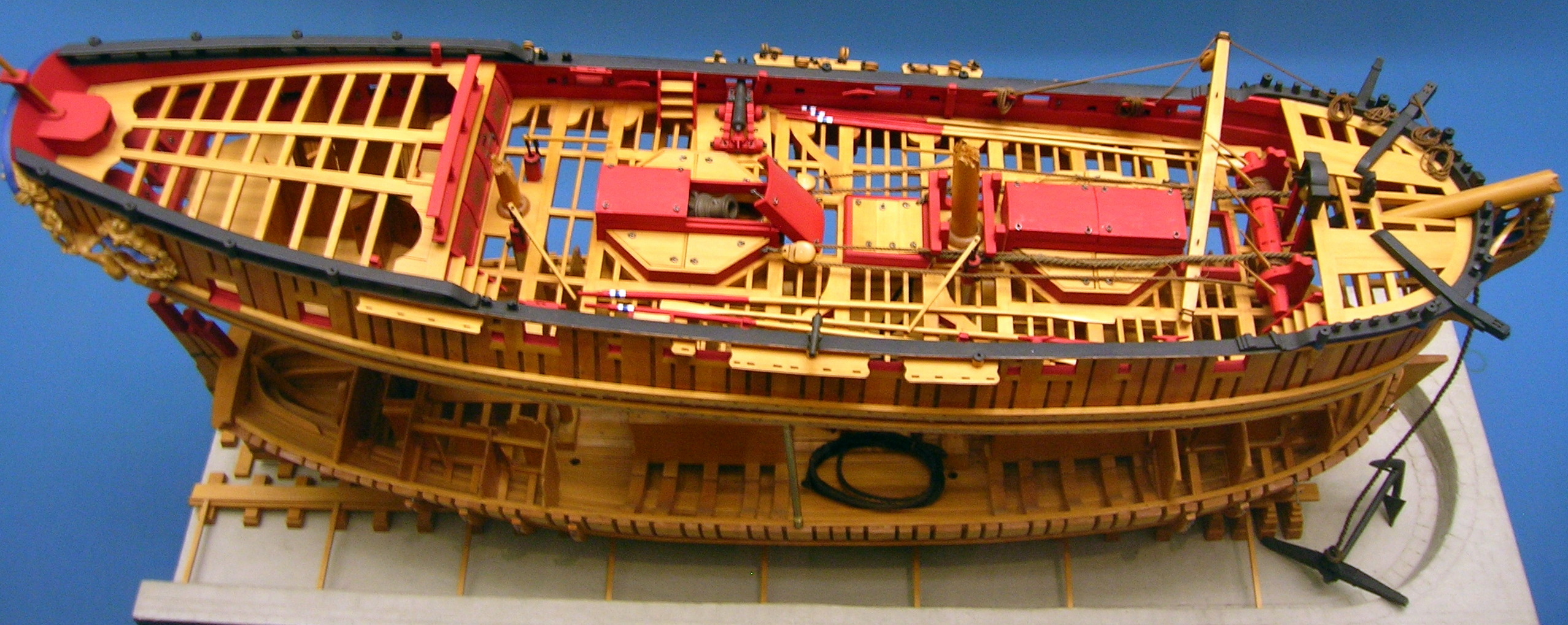
Bombarde britannique Granado lancée en 1742. Des 2 mortiers, seul celui de l'arrière est visible. National Maritime Museum, Londres.

## Origine
Au XVe siècle, la guerre de siège mettait en œuvre des mortiers. Mais quand la ville assiégée était un port, il n'était pas possible de l'attaquer ainsi par la mer. Les galiotes à bombes, ou bombardes, furent imaginées par le chevalier Renau d'Eliçagaray pour permettre de telles attaques.
Elles tomberont en désuétude avec l'apparition des obus explosifs tirés par les canons Paixhans, sous la Restauration.

## Construction
Le modèle de base est un navire marchand hollandais, nommé galiote. Il est à fond assez plat, solidement construit et portant généralement 3 mâts.
La coque.
Afin d'augmenter leur solidité, les bombardes sont doublées en bordages très forts et croisés diagonalement. La taille des pièces utilisées est comparable à celle des vaisseaux de 50 canons
La mâture.
Elles portent deux ou trois mâts. Ces mâts sont, comme sur les galiotes de commerce, décalés vers l'arrière, ce qui donne un aspect déséquilibré, mais permet de dégager la place pour les mortiers.

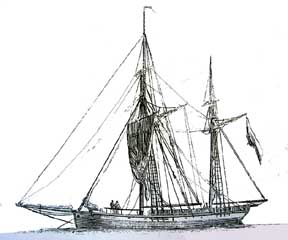
Galiotte, extraite du Dictionnaire de la Marine de Willaumez, 1831

Il existera des modèles de galiotes à 3 mâts, mais pour lesquels il est indispensable de démonter le mât de misaine avant de pouvoir mettre en œuvre les mortiers. Ce système sera donc peu fréquemment utilisé.
Le gréement, sur l'avant, peut voir des chaînes remplacer les cordages, pour des raisons évidentes de solidité.
L'armement.
L'armement principal des galiotes est composé de un ou deux mortiers. Mais elles disposent aussi de pièces de canon pour leur auto-défense. Ce sont des pièces légères, de 4 ou 6 livres et au nombre de 4 à 10. Il semble que les bombardes britanniques aient porté plus de canons que les françaises.
Le mortier (description). Les premiers modèles sont munis de tourillons à leur base. Cela permet de faire varier leur inclinaison. Le tube du mortier est déplacé par des câbles attachés au grand-mât. Un coin vient ensuite le bloquer dans la position choisie.
Pour des raisons de solidité, ce type de mortier sera remplacé par un modèle coulé avec la plaque sur laquelle il repose (d'où son nom de mortier à plaque). Il n'y a plus de réglage, le mortier pointe à un angle de 45°, reconnu comme étant celui offrant la meilleure portée. Les Britanniques resteront fidèles au modèle à tourillons, considérant, entre autres, que la possibilité de coucher le mortier sur son support améliorait la stabilité du navire.
On trouve un mais plus souvent deux mortiers. En général du même calibre mais pas toujours. Les mortiers sont montés de front sur les premières galiotes françaises, mais le montage en tandem deviendra le plus fréquent.
Les Britanniques innoveront en montant des mortiers sur pivot, ce qui permettra de varier aisément l'angle de tir.
Le mortier repose sur un puits, c'est-à-dire sur un système de charpente rendu aussi solide et en même temps aussi élastique que possible, qui s'élève du fond de la cale. Le support est constitué de madriers, empilés et fermement chevillés. Ce support a des espaces vides qui sont utilisés pour ranger le matériel.

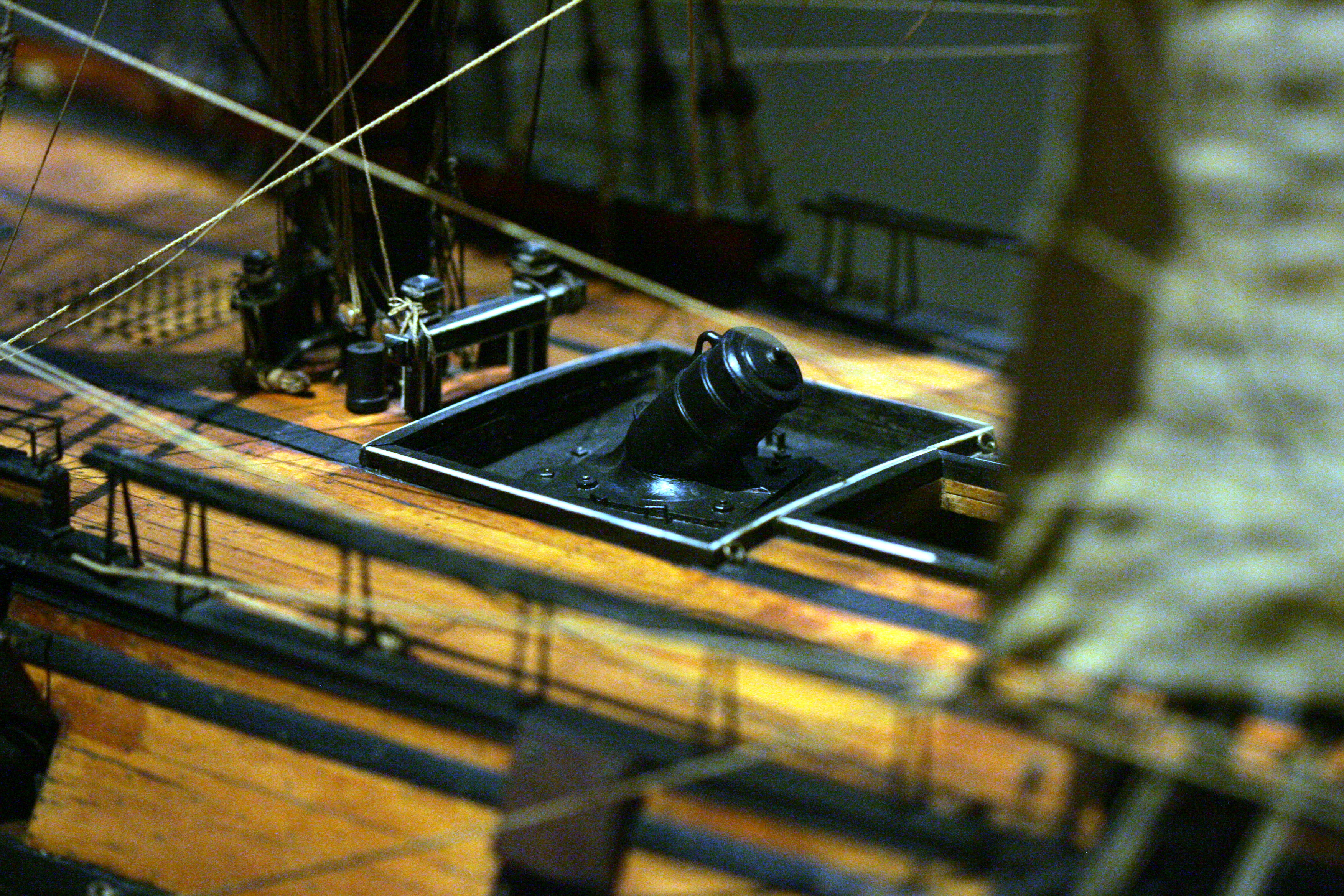
Mortier de La Foudroyante (1682).

L'angle fixe, formé par la direction du mortier et sa plateforme, est de 45°, qui est l'angle de la plus grande portée. Quelquefois la pièce tourne sur le pivot ou la semelle de son affût.
L'équipage.
L'équipage d'une bombarde varie selon le type. Les bombardes dessinées par Renau d'Eliçagaray ont un équipage de 36 marins et 5 officiers. Les artilleurs viennent du corps des bombardiers; ils sont une dizaine.
Quand il s'agit d'un autre type de bombarde, comme la Salamandre, frégate-bombardière, l'équipage atteint la centaine de marins.
Chez les Britanniques, la grande différence est à chercher chez les artilleurs qui viennent du Royal Artillery, c'est-à-dire de l'artillerie terrestre.
Les mortiers et leurs supports prenant beaucoup de place, les marins doivent s'installer sur l'avant, les officiers sur l'arrière. Il est fréquent, dans ces conditions, qu'un navire de charge suive la galiote, autant pour lui porter les munitions que pour offrir quartier à une partie de l'équipage.

## Mise en œuvre

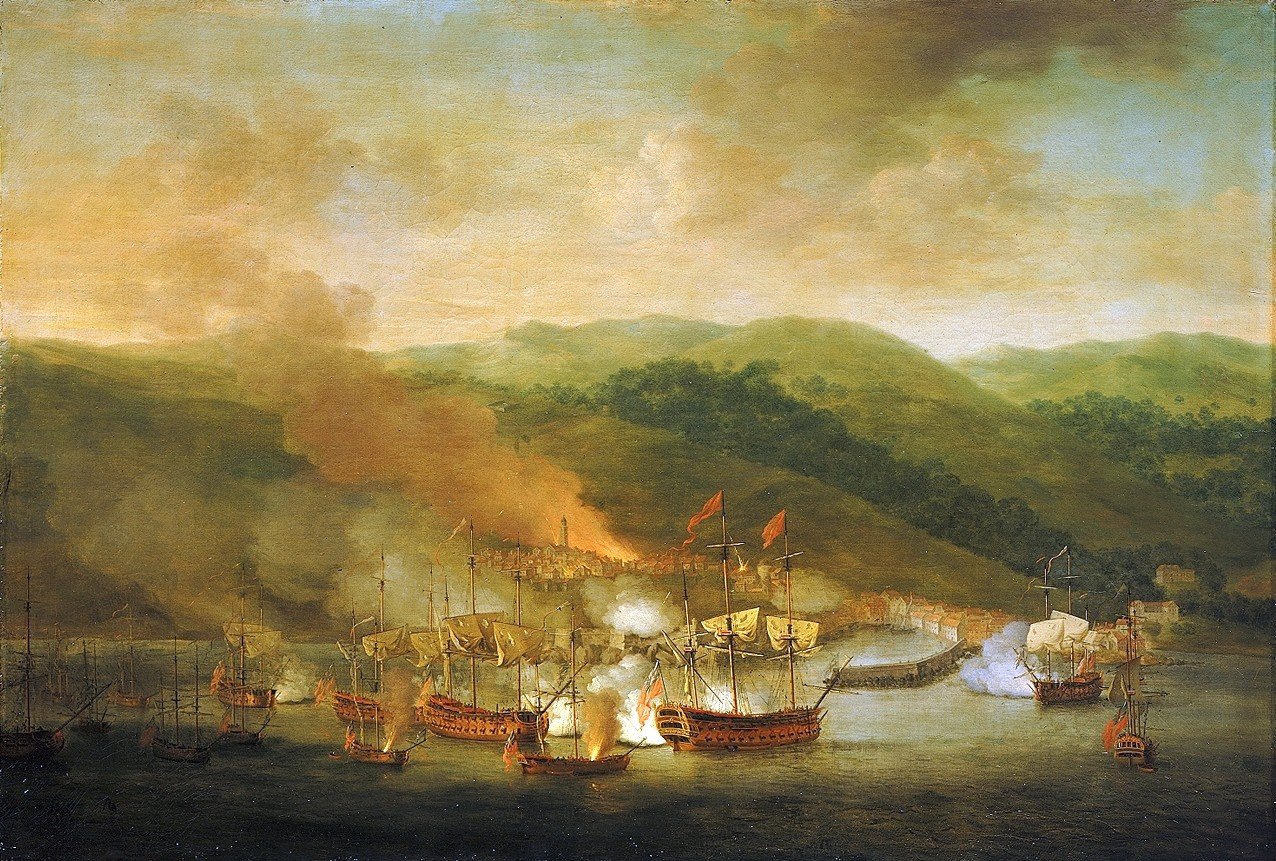
Le bombardement de Bastia en 1745. Les deux galiotes anglaises en train de tirer sont visibles au premier plan.

La navigation.
Les galiotes ne sont pas réputées pour leurs qualités marines, mais elles sont capables de naviguer en haute mer. Ainsi, les toutes premières, construites à Dunkerque, devront aller au Havre pour y embarquer leurs mortiers. Elles devront affronter une tempête mais arriveront sans encombre à leur destination, prouvant par là-même, la qualité des réalisations de Renau d'Eliçagaray.
La disposition du grand-mât, reculé vers l'arrière a pour effet de compliquer les manœuvres de virement de bord. Pour y remédier, on utilisera des focs de grandes dimensions.
La mise en place.
Les galiotes ne tirent leurs mortiers qu'en étant à l'ancre. Il ne semble pas qu'il y ait des exemples d'utilisation des mortiers d'une galiote en déplacement. La galiote va jeter ses ancres pour se trouver à bonne distance de sa cible.
Dans cette position, elle risque d'être la cible de l'artillerie ennemie. C'est pour cela que les bombardements ont souvent lieu de nuit.
Quand la bombarde ne gagne pas seule son emplacement de tir, elle peut être remorquée par des chaloupes ou des galères. Lors des bombardements d'Alger, la mise en place des galiotes se fait en 2 temps. D'abord, des chaloupes vont mouiller des ancres à un emplacement choisi. Ensuite, les galiotes vont se hâler sur le câble d'ancre pour atteindre leur position.
Généralement, mais pas toujours, les galiotes sont mises en ligne pour effectuer leur bombardement.
Pour éviter que l'ennemi ne tente de s'emparer des galiotes à l'ancre, elles sont équipées de quelques canons et pierriers. Mais, en général, leur protection est effectuée par des vaisseaux, des galères, voire des chaloupes armées. On pourra même voir des vaisseaux intercalés dans la ligne des galiotes, pour leur offrir la protection d'une artillerie plus importante.
Le bombardement.
- Préparation du tir

La mise en batterie ressemble à celle d'un vaisseau classique, avec, par exemple, mise en place de sable humide sur le pont.
On retire aussi tous les éléments de gréement pouvant gêner le tir des mortiers.
Les bombes, si elles n'ont pas été préparées auparavant sur un autre navire, le sont dans la partie arrière de la galiote, c'est-à-dire la partie réservée normalement aux officiers et dont tous les éléments ont été démontés et descendus à fond de cale.
- visée

Si les mortiers sont de l'un des modèles à pivot, ils sont orientés en direction de la cible.
Si, en revanche, ils sont fixes, la visée est plus compliquée. Il faut orienter l'ensemble du navire pour l'amener dans la bonne position. C'est pour cette raison que la galiote utilise plusieurs ancres et, soit elle tire sur le câble de l'une d'entre elles pour s'orienter, soit elle place des croupières sur les câbles et joue sur ceux-ci pour obtenir la bonne orientation.
Il n'y a pas moyen de régler le tir en distance. Soit le mortier est fixe, et la question ne se pose pas, soit l'inclinaison dépend du, ou des, coins de bois qui sont utilisés pour caler l'engin, système trop peu précis. On joue donc sur la quantité de poudre qui sera utilisée, pour lancer plus ou moins loin les bombes.
L'éclatement de la bombe est produit par une mèche. On la coupe à la longueur correspondant à la durée estimée de vol du projectile et on l'enfonce dans l'orifice prévu sur la bombe. Dans les premiers temps, il fallait allumer la mèche de la bombe en place avant de mettre à feu la charge. Ensuite, on se rendra compte que le tir lui-même suffit à enflammer la mèche.
- cadences de tir.

On ne donnera qu'un exemple : en 1682, lors du premier bombardement d’Alger par 5 galiotes, il sera tiré trois bombes et demi par mortier et par heure. Au total, la ville reçoit 308 bombes en 4 nuits de bombardement.

### En France

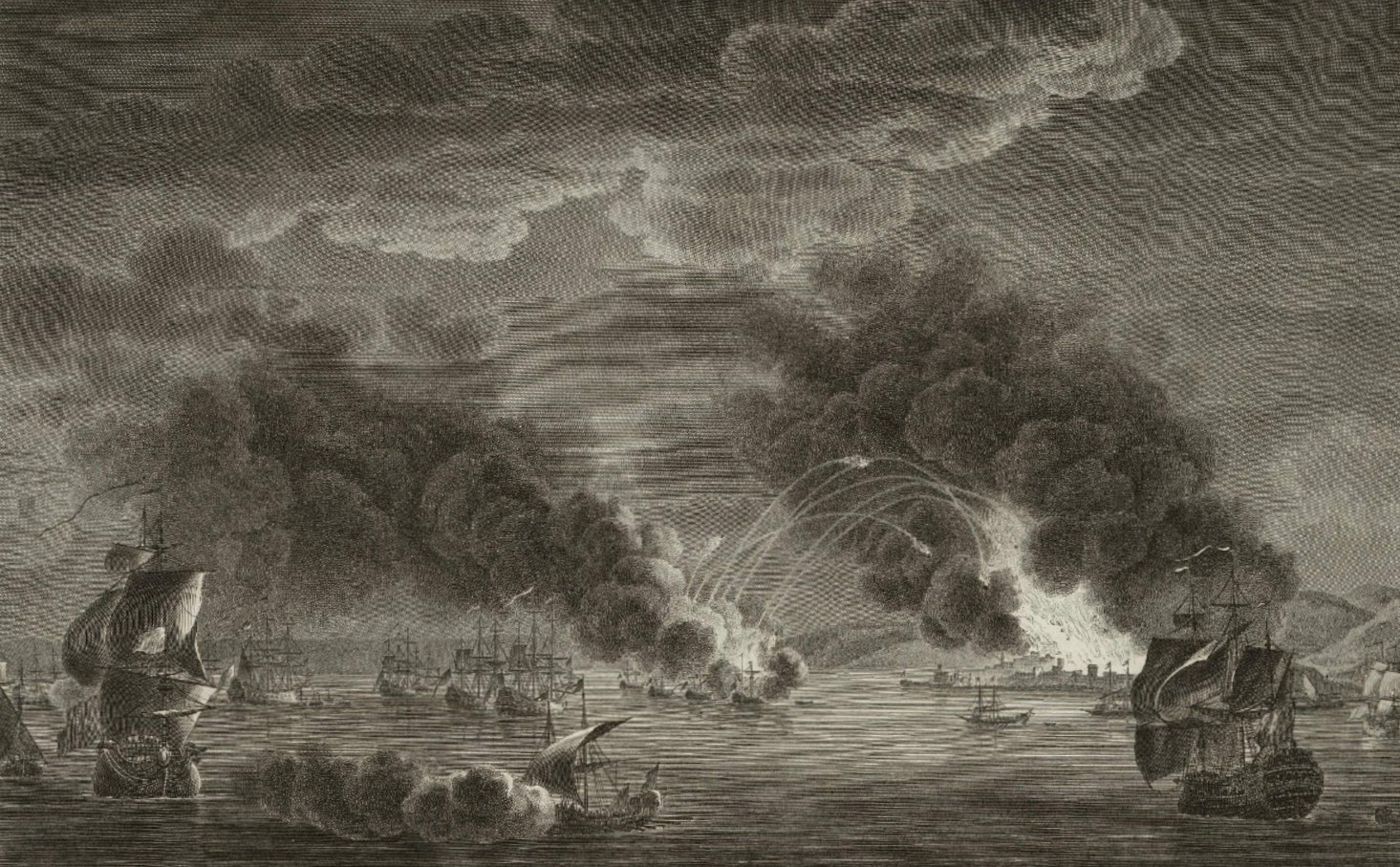
Bombardement d'Alger en 1683.

Des galiotes à bombes ont participé aux combats suivants :
Bombardement d'Alger en 1682.
5 Galiotes participent à l'expédition menée par Duquesne. Il s'agit de La Menaçante, La Cruelle, La Bombarde,  La Foudroyante et La Brûlante. Elles sont commandées non par un marin, mais par un officier d'artillerie, le capitaine Camelin.
Leur position de tir sera modifiée chaque nuit.
Entre les galiotes, sont placés des vaisseaux ou des galères pour les défendre en cas d'attaque ennemie.
Touage sur des ancres placées par des chaloupes. Les mortiers tirent par le travers des galiotes, ceci gêne la mise en place et offre la plus grande cible possible aux tirs ennemis. Cependant, les seuls dégâts proviendront de l'éclatement prématuré de bombes. La Cruelle connaîtra même un début d'incendie qui sera éteint par les quelques marins qui n'avaient pas sauté à l'eau.
Bombardement d'Alger 1683.
Il y a maintenant 7 galiotes, mais aussi 4 chaloupes-carcassières. Le système utilisé est similaire à celui de l'année précédente : ancres de touage placées par des chaloupes, cordage de chaque ancre relié à un vaisseau; la galiote se met en place et tirant sur le cordage. Maintenant, les mortiers des galiotes tirent vers l'avant.
Bombardement de Gênes 1684.
Il mettra en œuvre 10 galiotes. Elles sont mises en place par les galères. Chaque galiote a un vaisseau, en arrière, pour la défendre en cas d'attaque des galères de Doria. Du 18 au 27 mai, les galiotes lanceront près de 4000 bombes sur la ville.
Bombardement de Tripoli 1685.
Il y a 5 galiotes. Elles se mettent en place le soir, avec le système des ancres placées par des chaloupes. Le bombardement dure toute la nuit, environ 500 bombes sont lancées sur la ville. Les tripolitains cèdent rapidement, il n'y aura pas à rééditer le bombardement.
Bombardement d'Alger 1688.
Il y a 10 galiotes de prévues. Seules 9 galiotes sont mises en position. Elles sont en mauvais état et, quand le feu cesse, le 14 juillet, c'est plus parce qu'elles ne sont plus en état de tirer que par décision politique. La ville a tout de même reçu près de 10 000 bombes.
Bombardement d'Alicante et Barcelone 1691.
Les bombardements sont effectués par 3 galiotes à bombes.

### Au Royaume-Uni

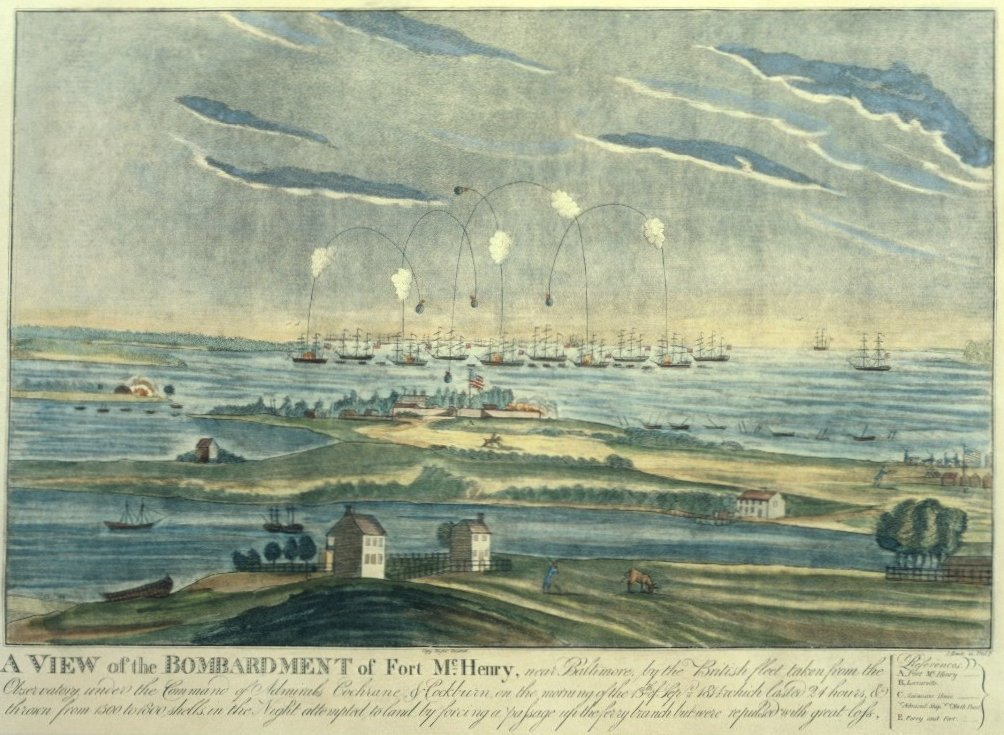
Bombardement de Baltimore (1814).

Des bombardes (bomb-vessel) ont participé aux combats suivants :
1801Copenhague.
Les galiotes à bombes Discovery, Explosion, Hecla, Sulphur, Terror, Volcano et Zebra participent à cette opération de bombardement.
1807Copenhague, de nouveau.
4 galiotes à bombes sont présentes, Aetna, Thunder, Vesuvius, et Zebra.
1809Bataille de l'île d'Aix.
L'escadre britannique de Gambier, qui va s'attaquer à l'escadre française mouillée sous le vent de l'île d'Aix, comprend les galiotes à bombes Aetna et Thunder. Elles ne joueront cependant aucun rôle important dans la bataille.
1814Baltimore.
Les 5 galiotes suivantes participent au bombardement, Aetna, Devastation, Meteor, Terror et Volcano.

## Liste de bombardes
Cette liste ne comprend que des galiotes à bombes. Elle ne comprend pas les bâtiments comme La Salamandre, construite en 1696 à Toulon, qui sont des frégates bombardières. Ses caractéristiques sont très différentes (300 tonneaux, 100 hommes d'équipage, 20 canons en sus des 2 mortiers).
Elle ne comprend pas non plus les bâtiments de soutien des galiotes, comme HMS Helderenberg de 1688.
On remarquera que les noms donnés ont généralement un rapport avec le feu et ses manifestations. On remarquera aussi le réemploi fréquent de noms déjà attribués auparavant.
| Année                        | Nom            | construit à | tonnage  | mortiers | canons | équipage | remarques                          |
| ---------------------------- | -------------- | ----------- | -------- | -------- | ------ | -------- | ---------------------------------- |
| France                       |                |             |          |          |        |          |                                    |
| 1682                         | La Brûlante    | Le Havre    | 120 tx   | 2x18     | 8x6    | 41       |                                    |
| 1682                         | La Cruelle     | Le Havre    | 120 tx   | 2x18     | 8x6    | 41       |                                    |
| 1682                         | La Menaçante   | Le Havre    | 120 tx   | 2x18     | 8x6l   | 41       |                                    |
| 1682                         | La Bombarde    | Dunkerque   | 120 tx   | 2x18     | 8x6l   | 41       |                                    |
| 1682                         | La Foudroyante | Dunkerque   | 120 tx   | 2x18l    | 8x6    | 41       |                                    |
| 1683                         | L'Ardente      | Toulon      | 140 tx   | 2x18l    | 6 x 6  | 45       |                                    |
| 1683                         | La Fulminante  | Toulon      | 140 tx   | 2x18l    | 6 x 6  | 45       |                                    |
| 1684                         | La Belliqueuse | Toulon      | 140 tx   | 2x18l    | 6x6l   | 51       |                                    |
| 1684                         | L'Eclatante    | Toulon      | 140 tx   | 2x18l    | 6x6l   | 51       |                                    |
| 1684                         | La Terrible    | Toulon      | 140 tx   | 2x18l    | 6x6l   | 51       |                                    |
| 1696                         | La Proserpine  | Toulon      | 140 tx   | 2x18l    | 12x6   |          |                                    |
| 1696                         | La Vulcain     | Toulon      | 140 tx   | 2x18     | 12x6   |          |                                    |
| 1752                         | La Salamandre  |             |          |          |        |          |                                    |
| Angleterre / Grande-Bretagne |                |             |          |          |        |          |                                    |
| 1687                         | Salamander     | Chatham     | 134 tons | 2x12"¼   | 10     | 35       |                                    |
| 1688                         | Firedake       | Deptford    |          | 2x12"¼   |        |          | pris par les français en 1689      |
| 1688                         | Portsmouth     |             |          |          |        |          | conversion d'un bâtiment existant  |
| 1693                         | Firedrake      | Deptford    |          |          |        |          |                                    |
| 1693                         | Serpent        | Chatham     |          |          |        |          |                                    |
| 1693                         | Mortar         | Chatham     |          |          |        |          |                                    |
| 1693                         | Granado        | Rotherhithe |          |          |        |          |                                    |
| 1689                         | (8 navires)    |             |          |          |        |          | conversions de bâtiments existants |
| 1695                         | Basilisk       | Tamise      |          |          |        |          |                                    |
| 1695                         | Blast          | Tamise      |          |          |        |          |                                    |
| 1695                         | Carcass        | Tamise      |          |          |        |          |                                    |
| 1695                         | Comet          | Tamise      |          |          |        |          |                                    |
| 1695                         | Dreadful       | Tamise      |          |          |        |          |                                    |
| 1695                         | Furnace        | Tamise      |          |          |        |          |                                    |
| 1695                         | Thunder        | Tamise      |          |          |        |          |                                    |
| 1695                         | Serpent        | Chatham     |          |          |        |          |                                    |
| 1695                         | Granado        | Tamise      |          |          |        |          |                                    |
| 1696                         | Terror         | Limehouse   |          |          |        |          |                                    |
| 1730                         | Thunder        |             |          | 1 x ??   | 6x9pdr |          | prise espagnole convertie          |
| 1730                         | Terrible       | Deptford    | 262 tons | 2x13"    | 8x6pdr |          |                                    |
| 1730                         | Salamander     | Woolwich    | ??? tx   | 2x13"    | 8x6pdr |          |                                    |
| 1742                         | Granado        | Ipswich     | 268 tons |          |        |          |                                    |
| année                        | nom            | chantier    | tonnage  | mortiers | canons | équipage | remarque                           |
| Autres pays                  |                |             |          |          |        |          |                                    |
| 1698                         | Askedunder     | Suède       |          |          |        |          |                                    |
| 1806                         | Vesuvius       | États-Unis  |          |          |        |          |                                    |
| (~1780)                      | La Candelaria  | Espagne     |          | 2 x ??   |        |          | 2 mortiers placés de front         |
| année                        | nom            |             | tx       |          |        |          |                                    |

### Ouvrages utilisés comme référence
- Edmond Pâris et Pierre de Bonnefoux, Dictionnaire de la marine à voile [détail des éditions]
- Jean Boudriot et Hubert Berti, L'artillerie de mer : marine franc̜aise 1650-1850, Paris, ANCRE, coll. « Archéologie navale française », 1992, 198 p. (ISBN 978-2-903179-12-0 et 2903179123)
- Jean Peter, L'artillerie et les fonderies de la marine sous Louis XIV, Paris, Institut de stratégie comparée Economica, coll. « Hautes études maritimes », 1995, 212 p. (ISBN 2-7178-2885-0 et 978-2717828856)
- Jean Peter, Les artilleurs de la marine sous Louis XIV, Paris, Economica Institut de stratégie comparée, coll. « Hautes études maritimes », 1995, 158 p. (ISBN 2-7178-2821-4 et 978-2717828214)
- (en) Brian Lavery, The arming and fitting of English ships of war, 1600-1815, Londres, Conway Maritime Press, 1987, 319 p. (ISBN 0-85177-451-2 et 978-0851774510)
- (en) Robert Gardiner (editeur) et Brian Lavery (éditeur), The line of battle : the sailing warship, 1650-1840, London Havertown, PA, Conway Maritime Press Distributed in North America by Casemate Pub, coll. « Conway's History of the Ship », 2004 (ISBN 0-85177-954-9 et 978-0851779546), p. 89-95
- (en) P Goodwin, Anatomy of a ship : bomb-vessel Granado 1742, Conway,
- E Sue, Histoire de la marine française, tome III, livre VII, chapitres XII à XIV (consultable sur Gallica)